# 拉文纳总督区
拉文纳总督区或称意大利总督区（拉丁語：Exarchatus Ravennatis）是拜占庭帝国在584年到751年于意大利设立的军事行政机构。它是查士丁尼大帝在光复西部后建立的两个更为高效的总督区之一，另一个是阿非利加总督区。拉文納都督區的领土隨後成為教宗國的前身。

## 简介
拉文纳是进出亚得里亚海的优良港口，并且周围遍布沼泽难以通行是天然防御屏障，于是公元402年霍诺留统治时期西部罗马帝国迁都于此。此后拉文纳一直是西部帝国首都，后来成为奥多亚塞王国的首都，继而又成为狄奥多里克大帝统治下的东哥特王国首都。
拉文纳作为东哥特王国直到540年哥特战争期间被拜占庭将军贝利萨留占领。此后拉文纳成为了意大利行政长官的驻地。与此同时意大利行政体系经过部分调整基本延续了戴克里先皇帝建立、奥多亚塞和东哥特延续的旧体制。

## 伦巴底入侵和拜占庭的应对措施

公元590年意大利，拜占庭帝国控制区 (橘色) 和伦巴底王国控制区（灰色）

在568年，伦巴底人在阿尔伯因国王带领下与其他日耳曼人联盟入侵北意大利。此时北意大利才从漫长的哥特战争创伤下恢复几年，当地拜占庭守军羸弱不堪，伦巴底人连下数个城镇。经过3年围城，在572年攻占帕维亚后将其作为首都。 随后几年里他们又攻占了托斯卡纳。另外一部分伦巴底人在法鲁德和佐托的领导下，深入中意大利和南意大利，在那里建立了斯波莱托公国和贝内文托公国。 然而在573年阿尔伯因被谋杀后，伦巴底人分裂成了几个自治的公爵领地（伦巴底空位期）。
皇帝查斯丁二世试图利用这一点，在576年派遣他的女婿巴杜阿留斯前往意大利，不久就败亡于意大利战场。 在巴尔干和东部的持续危机下意味着帝国再想光复意大利几乎成为不可能。因为伦巴底人入侵，帝国领地被分割为几个孤立地区。在580年皇帝提比略二世重组了五个省份行政区：北意大利的补给区（Annonaria）以拉文纳、卡拉布里亚、坎帕尼亚、艾米利亚和利古里亚为核心；直辖区（Urbicaria）以罗马城为中心。到6世纪，帝国在意大利新的权利秩序已经稳定下来。 拉文纳由总督直接管辖，包括总管民政和军政，以及掌管教会事务。其管辖范围主要为拉文纳城、港口和周边区域：北抵波河（继续往北则是名义上臣服帝国的威尼斯总督领）；南至马雷基亚河（继续向南则是亚得里亚海沿岸，由皇帝任命的五城督军区）。

## 总督区
总督区由多个意大利沿海城市为中心的郡区（duchy）组成 （罗马郡区、威尼斯郡区、卡拉布里亚郡区、那不勒斯郡区、佩鲁贾郡区、五城郡区、卢卡尼亚郡区等），伦巴底人则占据内陆。
拉文纳总督（exarch）是意大利帝国领土上的民事和军事长官，代表着君士坦丁堡的皇帝。总督直辖区向北与威尼斯以波河为界，向南与五城（亚得里亚海沿岸五座城市组建的边疆区）以里米尼为界，也包含如弗利一样的内陆城市。亚平宁山脉以东的领土由总督直接管理，形成了严格意义上的总督区。周边地区则由督军和步兵统领统治并或多或少服从总督的权威。对君士坦丁堡的帝国政府而言，总督区组建了意大利的帝国行政机构。
拉文纳总督区并不是拜占庭在意大利唯一的行政机构，拜占庭在西西里、科西嘉和撒丁建立了隶属阿非利加总督区的独立的政府机构。
伦巴底人定都帕维亚，扼守波河河谷，势力扩张直插南意大利，在斯波莱托公国和贝内文托建立公爵领地。至此，伦巴底人控制着意大利内陆，而拜占庭的统治者或多或少控制了沿海地区。
皮埃蒙特、伦巴第、托斯卡纳、威尼托内陆和坎帕尼亚内陆属于伦巴底人，而帝国在意大利尽管名义上还控制着利古里亚（640年彻底沦陷于伦巴底）或那不勒斯和卡拉布里亚（被伦巴底的贝内文托公爵占领）等地区，但实际权利则逐渐丧失。在罗马，教宗成为实际控制者。
到740年年底，总督区仅实际控制伊斯特拉、威尼托、费拉拉、拉文纳（狭义上的总督区）、五城和佩鲁贾。
这些意大利的零碎省份也和当年查士丁尼再征服的领土全部沦陷的命运相同：伦巴底人最终在751年攻陷拉文纳、教宗则因反对圣像破坏改革而与帝国决裂。
罗马城的教宗和拉文纳城的总督之间是一种动态关系，对帝国而言则是双刃剑。教宗政府为当地不满情绪发声：旧罗马元老院的贵族们厌恶一个“外国人”总督对他们指手画脚。因此总督在面临外部军事压力的同时还面临内部不满情绪，总督区的建设与发展受到阻碍。
纵观历史来看，拉文纳总督区受到地方割据，分离主义的影响。这一倾向也导致了整个欧洲古典国家主权的分裂和封建制度的建立。尽管君士坦丁堡的皇帝们为防止藩镇割据做出诸多努力，但帝国高级地方官员们仍不可避免，逐渐的割据一方，而较小的土地则被其宗族，至少是亲友占据，帝国行政领域中被迫加入了效忠体系。与此同时，为了保护帝国领土不受伦巴底人侵犯而成立的地方民兵，起初隶属于帝国军团体系，但因为他们完全由当地征募而逐渐独立。这些武装人员被组建为“罗马军事民兵”（拉丁語：exercitus romanae militiae），这也正是中世纪意大利城市的自由市民武装的雏形。总督区下其他的城市也是大致如此。

## 总督区的灭亡

九世紀，義大利南部東羅馬設立的卡拉布里亞軍區、伦巴迪亚和盧卡尼亞 (軍區)示意圖。

在6-7世纪，伦巴底人和法兰克人的威胁日益增强。同时，因为圣像破坏主义的皇帝和中世纪拉丁神学发展，罗马教宗和君士坦丁堡普世牧首激烈对抗，最终导致东西教会分裂。这也使得拉文纳总督在意大利越来越站不住脚。
拉文纳在727年圣像破坏运动前一直是总督驻地，到751年最后一任拉文纳总督尤提齐乌斯被伦巴底人处死。总督区被重组为意大利督军区，其首府巴里在847年被西西里穆斯林的柏柏尔人攻陷，直到871年才光复。
当756年法兰克人驱逐了伦巴底人后，教宗斯德望二世宣称自己为拉文纳总督。他的盟友，法兰克国王矮子丕平把征服的前总督区领地赠予教宗，这项捐赠在774年被丕平的儿子查理曼再次确认。这也标志着圣彼得的遗产作为世俗权利的开始。然而前总督区下的辖区早已在产生了世俗和自主的传统，这导致了地方权利碎片化。三个世纪后，这种自主倾向将推独立公社的崛起。
总督区毁灭后，帝国在意大利残存的领地：那不勒斯和卡拉布里亚划归意大利督军区管辖。当9世纪西西里被阿拉伯人征服后，它们被组建成卡拉布里亚军区和隆戈巴迪亚军区。位于亚得里亚海北部的伊斯特利则划入达尔马提亚军区。

## 拉文纳总督列表
注意 : 对于一些总督对其确切的任职期并不确定。
- 德基乌斯（英语：Decius (exarch)）（584年–585年）
- 斯马拉格杜斯（英语：Smaragdus）（585年–589年)
- 罗曼努斯（英语：Romanus (exarch)）（589年–596年）
- 卡利尼库斯（英语：Callinicus (exarch)）（596年–603年）
- 斯马拉格杜斯（603年–608年）
- 约翰一世（英语：John I (exarch)）（608年–616年）
- 埃琉特里乌斯（英语：Eleutherius (exarch)）（616年–619年）
- 伊萨克（英语：Isaac the Armenian）（625年–643年）
- 狄奥多尔一世·卡利奥帕斯（英语：Theodore I Calliopas）（643年–645年）
- 柏拉图（英语：Plato (exarch)）（645年–649年）
- 奥林匹乌斯（英语：Olympius (exarch)）（649年–652年）
- 狄奥多尔一世·卡利奥帕斯（653年–约666年）
- 格里高利（英语：Gregory (exarch)）（约666年）
- 狄奥多尔二世（英语：Theodore II (exarch)） (678年–687年）
- 约翰二世·普拉廷（英语：John II Platyn）（687年–702年）
- 狄奥菲拉克图斯（英语：Theophylactus (exarch)） (702年–710年）
- 约翰三世·里佐科普斯（英语：John III Rizocopus）（710年–711年）
- 斯科拉斯提库斯（英语：Scholasticus）（713年–723年）
- 保罗斯（英语：Paul (exarch)） (723年–727年）
- 提齐乌斯（英语：Eutychius (exarch)） (727年–752年）

## 註腳
1. ↑  Moffat 2017.
2. ↑  Paul the Deacon. .
3. ↑  Hodgkin. . Italy and Her Invaders, Vol. 5, Book VI. : 71–73.
4. ↑  John of Biclaro. .
5. ↑  Hallenbeck. . 1982.